# Benejúzar
Benejúzar (Valencianisch: Benejússer) ist eine Gemeinde im Südosten von Spanien in der Provinz Alicante in der Valencianischen Gemeinschaft. 2024 hatte die Gemeinde 5.697 Einwohner.

## Geografie
Die Gemeinde grenzt an die Gemeinden Algorfa, Almoradí, Jacarilla und Orihuela.

## Demografie
| 1842 | 1900 | 1930 | 1950 | 1970 | 1981 | 1991 | 2001 | 2011 |
| ---- | ---- | ---- | ---- | ---- | ---- | ---- | ---- | ---- |
| 1260 | 2108 | 3114 | 3555 | 3578 | 4025 | 4666 | 5106 | 5288 |

## Wirtschaft
Die Wirtschaft von Benejúzar basiert hauptsächlich auf der Landwirtschaft (Limettenanbau). 

## Sehenswürdigkeiten
Das wichtigste Bauwerk der Stadt ist die katholische Kirche Virgen del Rosario aus dem Jahr 1611.